# Cissopis leverianus
El tangara urraca (en Colombia, Ecuador y Perú) (Cissopis leverianus), también denominado moriche blanco (en Venezuela y Colombia) o frutero overo (en Paraguay y Argentina), es una especie de ave paseriforme de la familia Thraupidae nativa de América del Sur, al este de los Andes. Es la única especie del género Cissopis.

## Distribución y hábitat
Se distribuye por el este de Colombia, oeste y sureste de Venezuela, Guyana, Surinam y Guayana Francesa, hacia el sur a oriente de los Andes, por el centro y sur de Colombia, este de Ecuador, Perú, hasta el centro de Bolivia y por el oeste y sur de la Amazonia brasileña, al sur del río Amazonas; y en el centro, sureste y sur de Brasil, este de Paraguay y extremo noreste de Argentina (Misiones).
Esta especie es visible y localmente bastante común en sus hábitats naturales: el dosel y especialmente los bordes de selvas húmedas y bosques montanos, y las clareras adyacentes con árboles grandes, principalmente por debajo de los 1200 m de altitud, unas pocas hasta los 1800 a 2000 m en las laderas andinas orientales. Está ausente de regiones áridas.

## Descripción

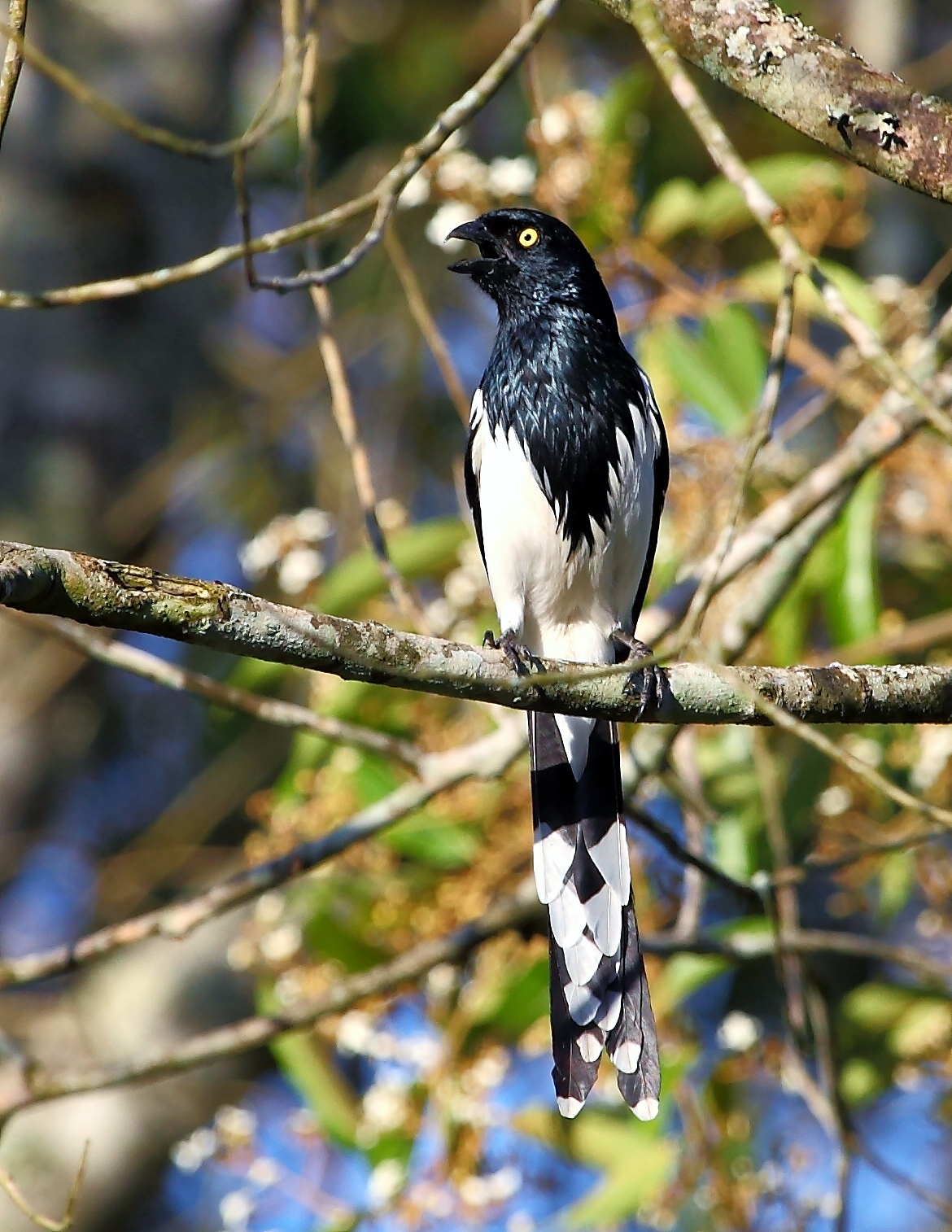
Cissopis leverianus major, en Dourado, São Paulo, Brasil.

Mide en promedio 29 cm de longitud. El macho pesa alrededor de 76 g y la hembra 67,5 g. Presenta la cabeza, la garganta y el pecho negros azulados brillantes; el vientre y los flancos blancos. Las alas y la cola, notablemente escalonada, son mayormente negros, las plumas de la larga cola con amplias puntas blancas. La subespecie C. leverianus major es de mayor tamaño y es más extensivamente negra en el dorso. El pico es corto, negro. Las patas negruzcas. El iris amarillo.

## Comportamiento
Permanece en pareja o en grupos de hasta diez individuos. A veces participa de bandas mixtas con otras especies. Se alimenta de semillas, frutos e insectos. Su comportamiento se parece al de una urraca.

### Reproducción
Construye el nido con material vegetal, entre la hierba o a baja altura cerca del suelo bajo los árboles o  en arbustos dentro de la vegetación densa. La hembra pone dos o tres huevos de color castaño rojizo y con manchas color marrón. La incubación dura 12 a 13 días.

### Vocalización
Emite una variedad de llamativos llamados metálicos, el más frecuente un distintivo «chenk», algunas veces en serie. Más raramente suele cantar a dúo estrofas silbadas y agudas ritmicamente por ej. «sipsilí ..sipsilí ...siupsip siulí .. siupsip siulí ..».

## Sistemática

### Descripción original
La especie C. leverianus fue descrita por primera vez por el naturalista alemán Johann Friedrich Gmelin en 1788 bajo el nombre científico Lanius leverianus; no fue dada localidad tipo, se asume: «Guayana Francesa».
El género Cissopis fue propuesto por el naturalista francés Louis Pierre Vieillot en 1816.

### Etimología
El nombre genérico masculino «Cissopis» se compone de las palabras griegas «kissa: urraca, y «ōpis»: cara; y el nombre de la especie «leverianus», conmemora a Sir Ashton Lever (1729–1788), natuarlista y coleccionador británico fundador del Museo Leveriano.

### Taxonomía
Los amplios estudios filogenéticos más recientes de Burns et al. (2014) demuestran que el presente género está hermanado con Schistochlamys, el par formado por ambos con Stephanophorus, y este clado con Paroaria en una subfamilia Thraupinae.

### Subespecies
Según las clasificaciones del Congreso Ornitológico Internacional (IOC) y Clements Checklist/eBird v.2019 se reconocen dos subespecies, con su correspondiente distribución geográfica:
- Cissopis leverianus leverianus (Gmelin), 1788 – este de Colombia al sureste de Venezuela, las Guayanas, hasta el norte de Bolivia, Amazonia brasileña.
- Cissopis leverianus major Cabanis, 1851 – sureste de Brasil, Paraguay y adyacente noreste de Argentina (Misiones).